# Eżektorowy zestaw samochodowy EZS
Eżektorowy zestaw samochodowy EZS – polski zestaw do prowadzenia zabiegów specjalnych, odkażania, dezynfekcji i dezaktywacji sprzętu wojskowego.

## Opis
Eżektorowy zestaw samochodowy EZS wprowadzony został do wyposażenia jednostek Wojska Polskiego w 1962. Był przyrządem przeznaczonym do odkażania i dezaktywacji pojazdów mechanicznych oraz uzbrojenia i sprzętu bojowego holowanego lub przewożonego na tych pojazdach.
Przed jego użyciem należało odpowiednio przystosować układ wydechowy silnika. Wymagało to przyspawania do rury wydechowej, przed tłumikiem, króćca z kołnierzem do umocowania kolektora gazowego, przyspawania do końca rury wydechowej pierścienia służącego do umocowania zaworu redukcyjnego oraz przylutowania króćca manometrycznego około 25 cm od końca rury wydechowej.

## Działanie
Podstawowym wariantem pracy EZS jest odkażanie i dezaktywacja przy pomocy wodnych roztworów roboczych, a dodatkowym jest dezaktywacja przez odpylanie. Przyrząd może pracować w dwóch wariantach: eżektorowym i wyporowym. Eżektorowy wariant pracy sprawdza się, gdy pojazd mechaniczny wyposażony jest w sprężarkę. Wyporowy wariant pracy stosuje się w pozostałych przypadkach prowadzenia zabiegów specjalnych pojazdów mechanicznych.

Gazy spalinowe z rury wydechowej silnika do dyszy roboczej strumienicy są kierowane poprzez kolektor gazowy. Przechodząc przez strumienicę wytwarzają podciśnienie w układzie ssawnym, co powoduje zassanie roztworu lub pyłu. Zawór redukcyjny z jednej strony dławi wypływ gazów spalinowych, a tym samym utrzymuje je pod pewnym nadciśnieniem w rurze wydechowej, z drugiej zaś zabezpiecza układ wydechowy silnika przed przekroczeniem dopuszczalnej wartości ww. nadciśnienia.

## Części składowe EZS
Elementami przyrządu są: 
- prądownica
- strumienica (eżektor)[a]
- zawór redukcyjny[b]
- kolektor gazowy
- wąż roboczy
- wąż ssawny
- zbiornik gumowy
- końcówka ssawna
- odpylacz odśrodkowy
- pojemnik na pył
- wyposażenie pomocnicze